# 八里镇 (扬州市)
八里镇，是中华人民共和国江苏省扬州市邗江区下辖的一个乡镇级行政单位。

## 行政区划
八里镇下辖以下地区：
东八里铺社区、曹桥社区、瓜东村、薛巷村、卞港村、柴圩村、八里村、桂花村和港南村。